# Замойский, Лоллий Петрович
Лоллий Петрович Замо́йский (29 июля 1929, Рыбинск, Ивановская Промышленная область — 1 августа 2004, Москва) — советский и российский журналист-международник и писатель; сотрудник КГБ, генерал-лейтенант в отставке.

## Биография
Родился 29 июля 1929 года в Рыбинске — сын прозаика Петра Ивановича Замойского (Зевалкина) и Нины Павловны Замойской (Ковалёвой), второй жены Петра Ивановича. По настоянию матери был перевезён в Москву и зарегистрирован как родившийся в Москве. У него был младший брат — Сергей Петрович Замойский (26.06.1937—2015).
Учился в московской средней мужской школе № 170, окончив которую поступил на историко-международный факультет МГИМО, где проходил обучение с 1952 по 1957 год.
Большую часть своей жизни проработал журналистом. Сначала — на радио, в итальянской редакции, потом в 1970-х годах работал спец.корром «Известий» в Риме, в 1980-х годах — соб.корром «Литературной газеты» в Париже.
По возвращении из Парижа работал в коллегии газеты «Модус вивенди», в которой были опубликованы его статьи о деятелях мирового кино, искусства, литературы.
Автор книг и статей по проблемам культуры («Итальянские фрески»), современной политики («Тайные пружины международного терроризма»), масонства («Каменщики империализма», «За фасадом масонского храма», «Масонство и глобализм»), истории (в части последней наследницы династии Романовых — Анастасии Романовой). Расследовал истории гибели поэтов Сергея Есенина (с сестрой которого, Александрой, был лично знаком и дружил) и Владимира Маяковского.
Активно интересовался проблемой НЛО. Дважды в своей жизни был свидетелем (при массовом скоплении других свидетелей) появления НЛО. Результатом многолетнего сбора информации на эту тему стала книга "НЛО они уже здесь" (черновое название "Фактор НЛО").
Умер между 18:00 и 19:00 часами 31 июля 2004 года (официально — 01 августа 2004 г.). Похоронен на Ваганьковском кладбище.

## Сочинения
- Итальянские фрески. — М. : Известия, 1973.
- Тайные пружины международного терроризма. — М.: Междунар. отношения, 1982.
- За фасадом масонского храма: Взгляд на проблему. — М.: Политиздат, 1990. — ISBN 5-250-01315-5.
- Масонство и глобализм. Невидимая империя. — М.: Олма-Пресс, 2001. — ISBN 5-224-02745-4.
- НЛО. Они уже здесь… — М.: Олма-Пресс, 2002. — ISBN 5-94849-065-3.
- Между нами гениями… — М.: частное издание семьи Замойских, 2019.

В составе сборников:
- Международный терроризм и ЦРУ: Документы. Свидетельства. Факты. — М.: Прогресс, 1982.
- Цареубийства. Гибель земных богов. — М.: Крон-Пресс, 1998. — ISBN 5-232-00786-6.
- Петр Замойский: Судьба. Творчество. Память / [Сост.: Л. П. Замойский, О. М. Савин]. — Пенза: М-во культуры Пенз. обл., 2001. — ISBN 5-93434-027-1.
- Очерки истории внешней российской разведки: В 6 т. [Лит. ред.: Л. П. Замойский]. — ISBN 5-7133-0859-6. (общ.)

## Семья
Женился на Розе Галиевне Бегалиевой (01.03.1930—26.11.2018). Их дети:
- Ирина Лоллиевна Замойская (род. 26 июня 1952 г.)
- Владимир Лоллиевич Замойский (род. 27 декабря 1958 г.), кандидат биологических наук.